# Josep Maria Subirachs
Josep Maria Subirachs i Sitjar, né le 11 mars 1927 à Barcelone et mort le 7 avril 2014 dans la même ville, est un sculpteur et peintre espagnol.

## Biographie
II est né à Barcelone en 1927. Il étudie à l’École supérieure des Beaux-arts de Barcelone. Entre 1942 et 1947, il est assistant dans l’atelier du sculpteur Enric Monjo. Il réalise sa première exposition individuelle en 1948, à la Maison du livre de Barcelone et, l’année suivante, il participe au IIe salon d’Octobre. Entre 1954 et 1956, il vit et travaille en Belgique, où il réalise de nombreuses expositions individuelles et collectives. Dans son travail, il utilise tous les types de matériaux : terre cuite, bronze, fer, bois, aluminium et acier. Dans sa dernière période, il a combiné des fragments picturaux à la sculpture. En 1980, il est élu académicien à l’Académie Royale catalane des Beaux-arts et en 1989 à l’Académie des Beaux-arts de San Fernando. Il meurt à Barcelone en 2014[réf. nécessaire].

## Œuvre
Son travail le plus connu est la façade de la Passion sur la basilique de la Sagrada Família à Barcelone, en Espagne, qu'il commença en 1987.
Il a réalisé le monument au président Macià sur la place de Catalogne, en 1991. Il a également travaillé sur de nombreux projets à travers le monde.

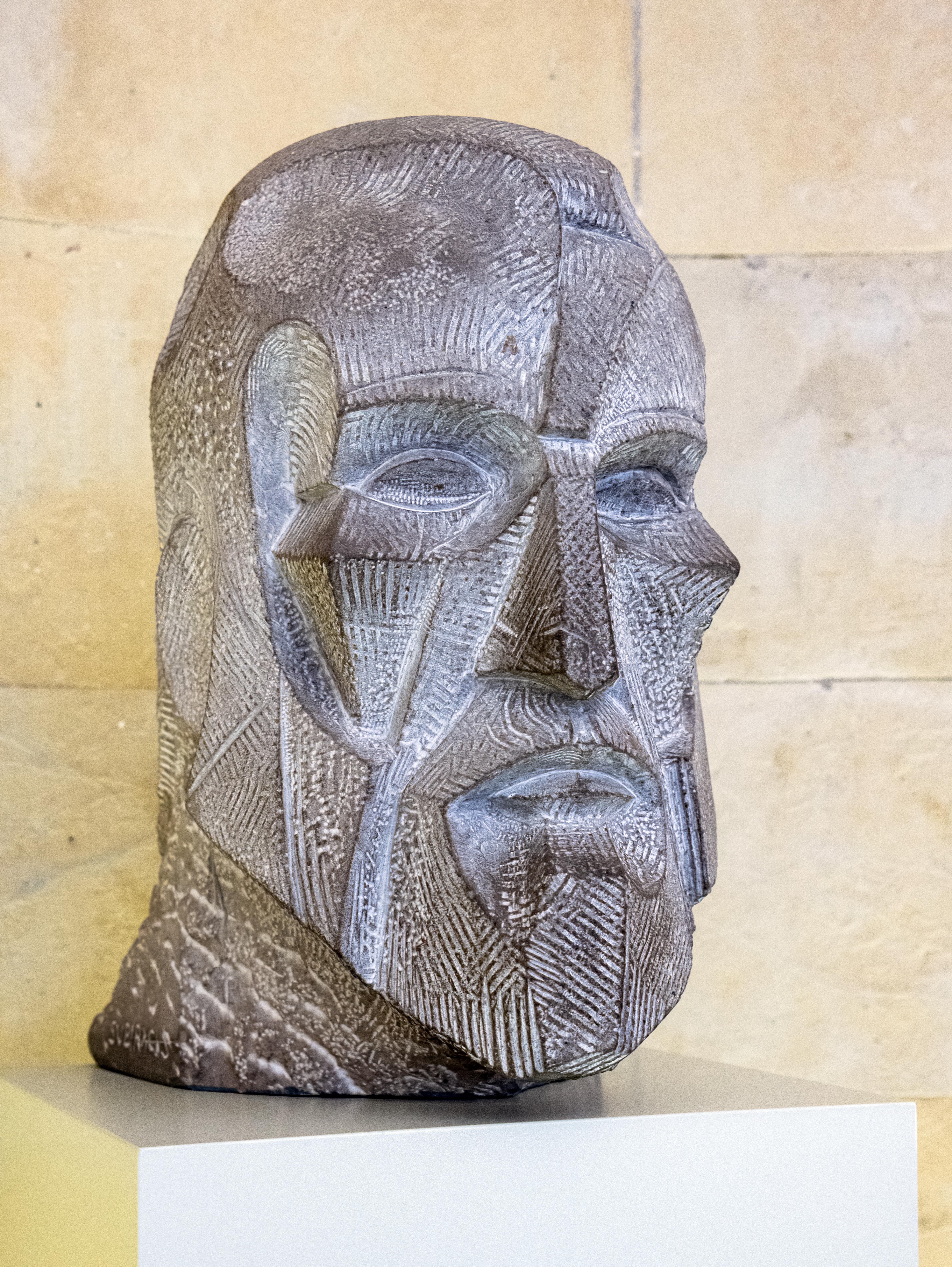
Portrait de Antoni Gaudí 1989
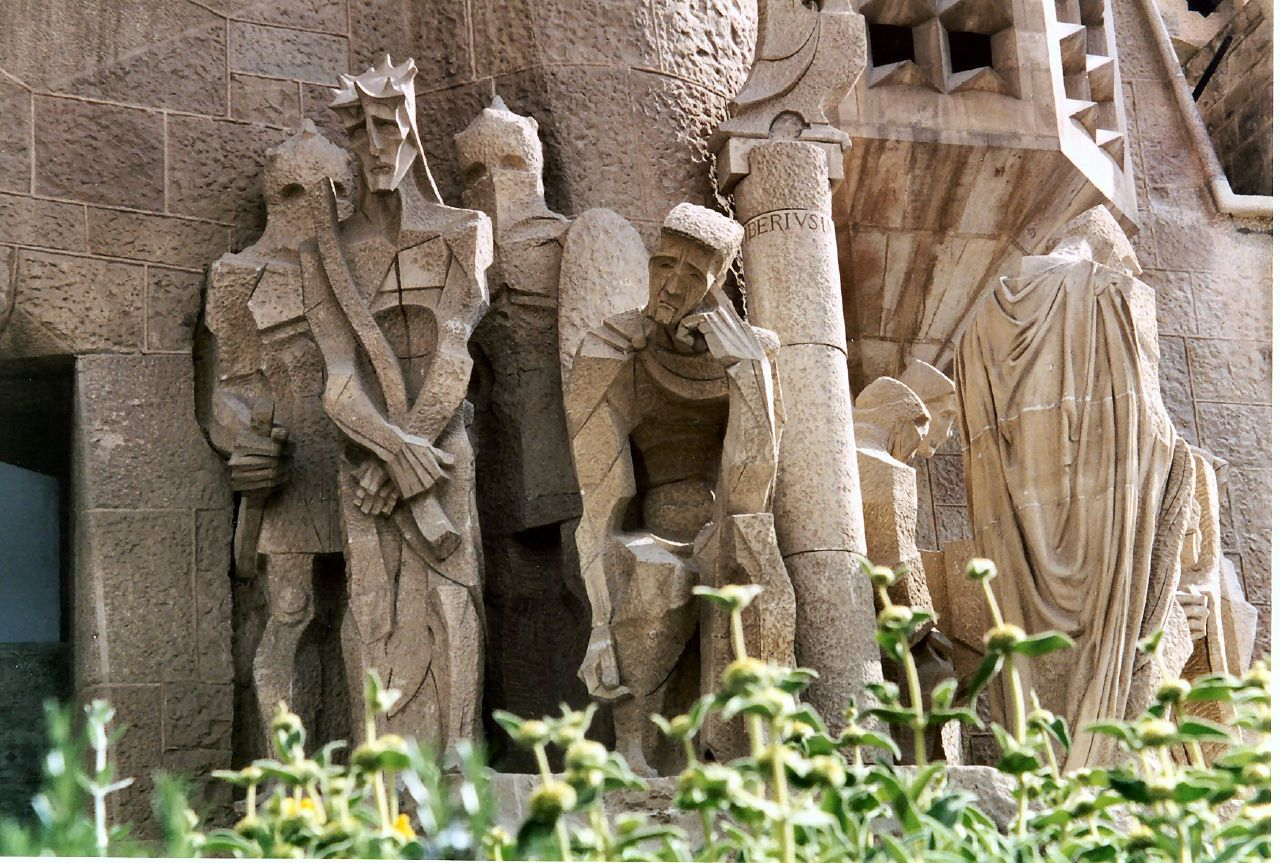
Détail de la Sagrada Família.
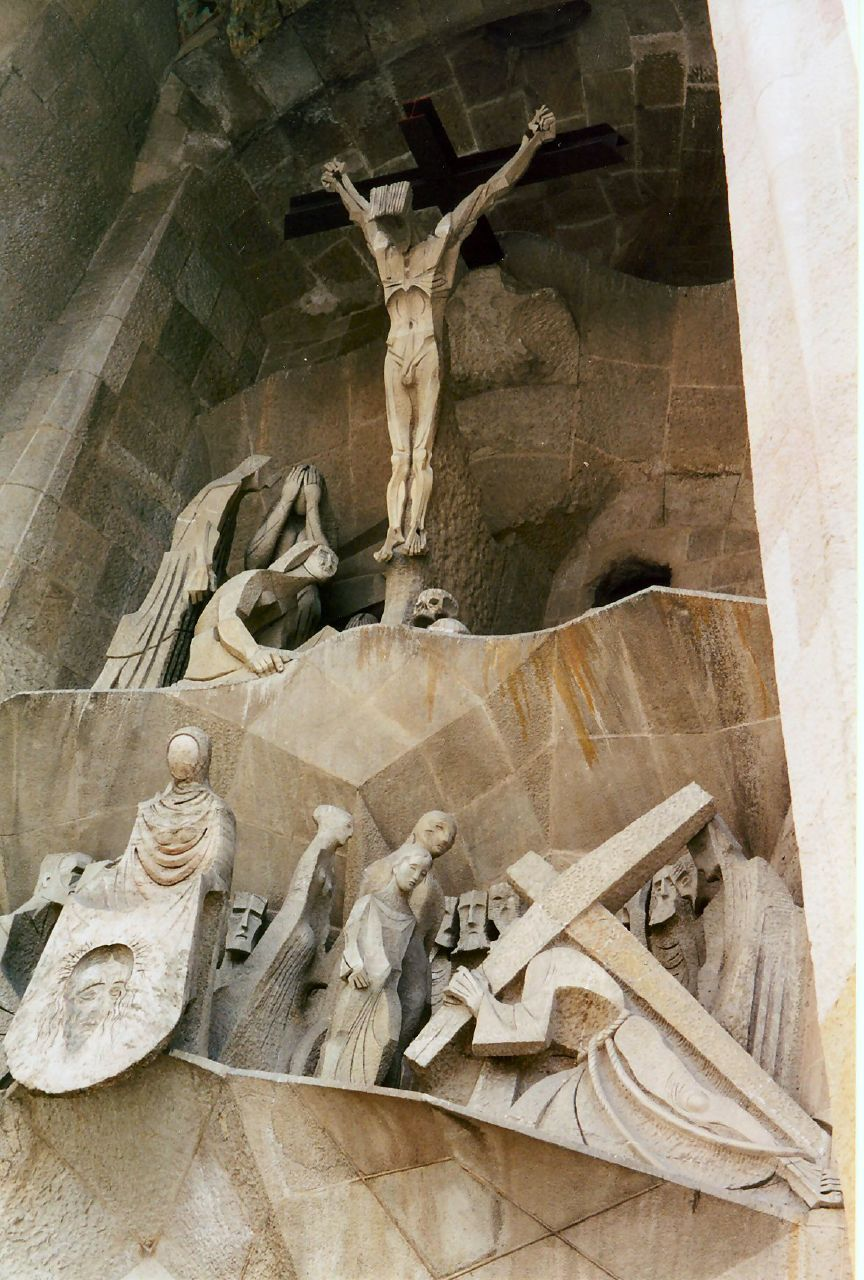
Détail de la Sagrada Família.
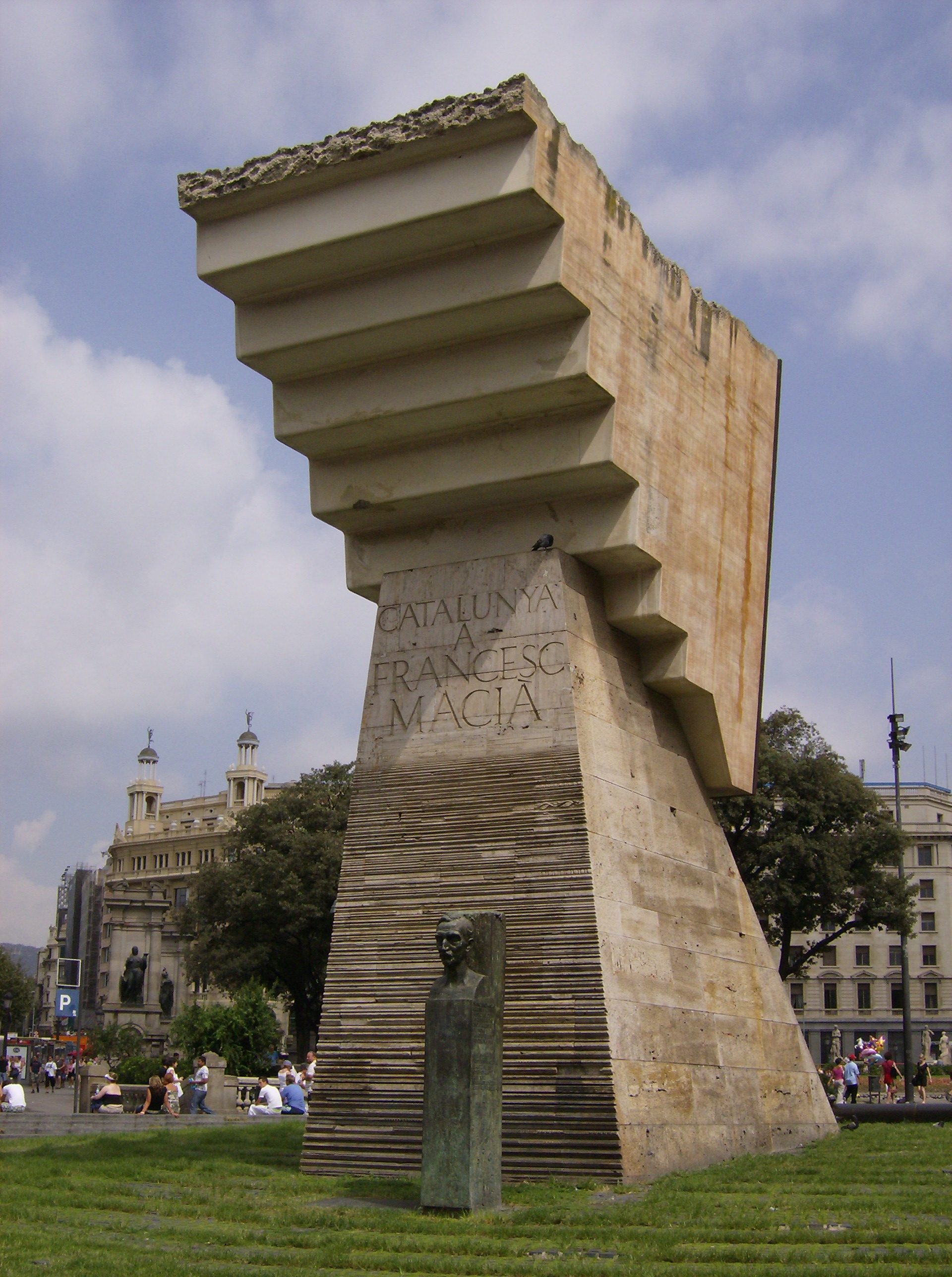
Le monument au Président Macià, place de Catalogne.
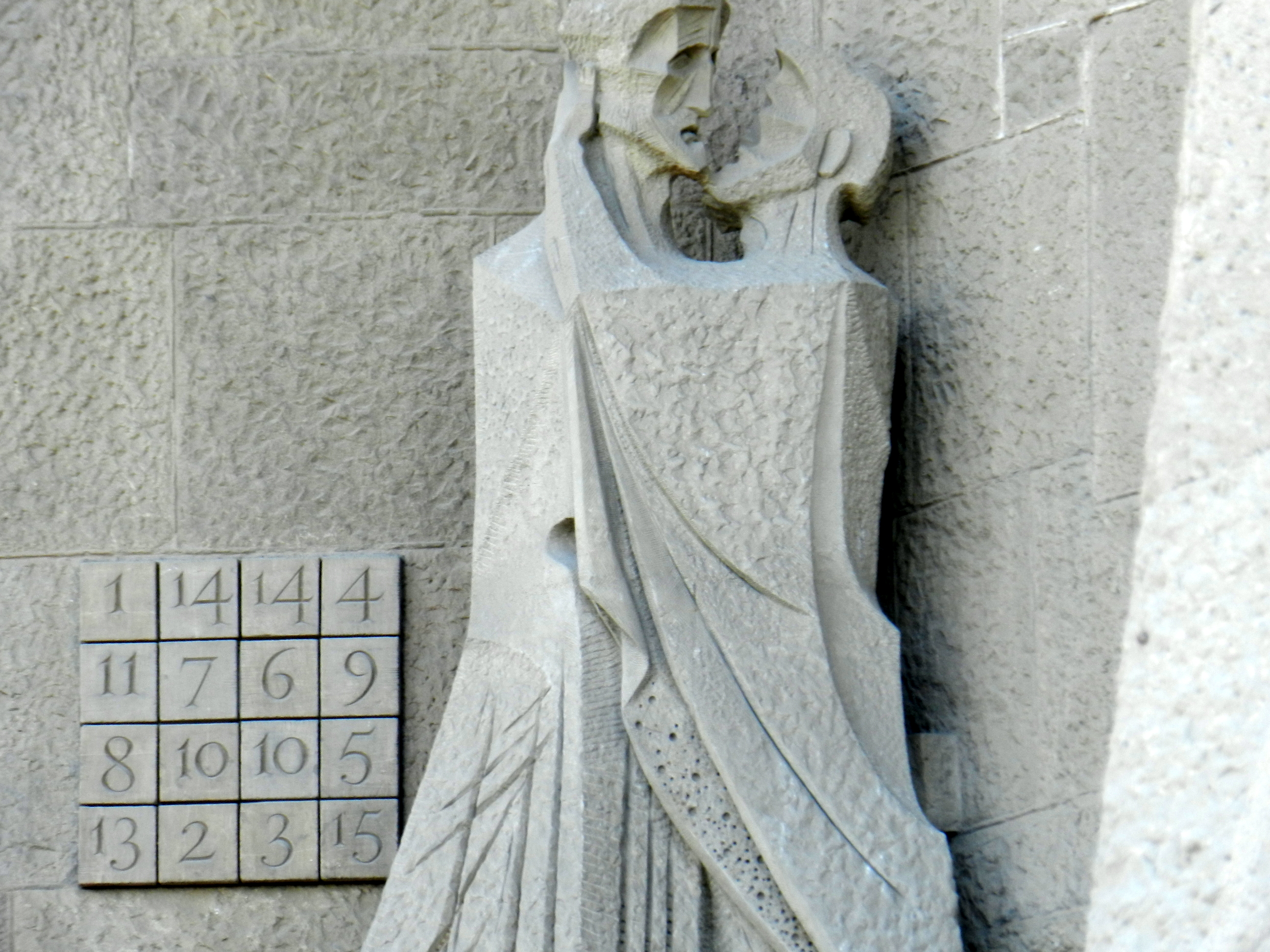
Façade de la Passion à la Sagrada Familia : le baiser de Judas et un carré magique illustrant le nombre 33 (âge du Christ à sa mort).

## Récompenses
En 1982, il reçoit la Croix de Sant Jordi, distinction décernée par la Généralité de Catalogne.
En 1998, il reçoit la Médaille d'or du mérite des beaux-arts par le ministère de l'Éducation, de la Culture et des Sports.